# Reisefreiheit
Reisefreiheit ist das Recht natürlicher Personen, ohne ungerechtfertigte Hindernisse über Grenzen hinweg zu reisen. Es umfasst das Recht der Ausreise aus einem Land, einschließlich dem eigenen, sowie das Recht, in ein anderes, einschließlich das eigene, (wieder) einzureisen.
Die Reisefreiheit ist Teil der Personenfreizügigkeit, die zu den Vier Grundfreiheiten der Europäischen Union zählt.
Das Recht, sich länger als drei Monate in einem anderen Land aufzuhalten, um dort erwerbstätig zu sein, wird als Niederlassungsfreiheit bezeichnet. Der Oberbegriff, der auch juristische Personen einschließt, ist im europäischen Kontext das Recht auf Freizügigkeit.

## Geschichte

### Italien
Gegen eine Beschränkung der Reisefreiheit sprach sich Cesare Beccaria bereits in seinem 1764 erschienenen und in viele Sprachen übersetzten Buch „Dei delitti e delle pene“ (deutsch: „Von Verbrechen und Strafen“) aus und riet dringend davon ab, die Republikflucht unter Strafe zu stellen:
„Das Verbot selbst, nicht außer Landes zu gehen, macht die Eingeborenen nur noch lüsterner, ihr Vaterland zu verlassen, und dient Ausländern zur Warnung, sich nicht darinnen niederzulassen. Was soll man von einer Regierung denken, die außer der Furcht und Strafe kein anderes Mittel hat, die Menschen im Schoße ihres Vaterlandes zu erhalten, an welches sie doch bereits ohnehin durch einen selbst eigenen Hang von erster Kindheit an, durch die Natur, gleichsam gefesselt sind?“
Eine solche Norm, so wusste Beccaria schon 1764, kann auch nur den (missglückten) Versuch bestrafen, die Reisefreiheit in Anspruch zu nehmen, denn:
„Hat der Entwichene alles mit sich weggenommen, so kann er ja nicht mehr gestraft werden. Man kann ja die Entweichung nicht eher bestrafen als bis sie begangen und er außer unseren  Händen ist...“

### Deutsche Demokratische Republik
Insbesondere autoritäre und totalitäre Staaten schränken die Reisefreiheit ihrer Bürger oft ein. Ein bekanntes Beispiel war die DDR, die dieses Recht bis zur Öffnung der innerdeutschen Grenze und dem Mauerfall am 9. November 1989 stark einschränkte. Die DDR hatte zwar 1974 den Internationalen Pakt über bürgerliche und politische Rechte unterzeichnet, der in Artikel 12 die Reisefreiheit vorsieht; es wurde aber unterlassen, diesen Vertrag in nationales Recht umzusetzen. Der § 213 des StGB (DDR) stellte weiterhin den nicht ausdrücklich genehmigten Versuch, das Land zu verlassen, als „ungesetzlichen Grenzübertritt“ unter Strafe und bedrohte das Leben potentieller Flüchtlinge durch den Schießbefehl. Die DDR wurde 1977 und 1984 vom UN-Menschenrechtsausschuss zu den Verhältnissen an der innerdeutschen Grenze gehört.
Ein Antrag zur ständigen Ausreise aus der DDR konnte jederzeit abgewiesen werden oder wurde erst nach längerer Wartezeit bearbeitet, in der die antragstellende Person mit Schikanen rechnen musste. Reisen für Bürger der DDR unter 65 Jahren in das nichtsozialistische Ausland waren nach 1961 nur auf Antrag, nur zu bestimmten Anlässen und meist nur dann möglich, wenn eine Rückkehr in die DDR wahrscheinlich war (z. B. zurückgelassene Kinder oder Ehepartner, keine „Westverwandtschaft“). Ab 1964 durften alle Rentner einmal im Jahr Besuchsreisen zu Westverwandten machen, später gab es weitere Reiseerleichterungen.
Weiterhin gab es so genannte Reisekader aus dem Staats- und Parteiapparat, Sportler, die zu internationalen Wettkämpfen fahren konnten, Wissenschaftler, die zu Fachkongressen ausreisen durften und ausgewählte (Fach-)Arbeiter, welche im Westen arbeiteten (z. B. Bauarbeiter und Ingenieure), oder ihn durchfuhren (Seeleute, Fernfahrer, Flugzeugbesatzungen).
Aber auch die Einreise in die sozialistischen Länder gestaltete sich von der DDR aus oft schwierig. So war es zum Beispiel DDR-Bürgern nur von 1972 bis 1980 möglich, ohne spezielle Genehmigung nach Polen einzureisen. Im Sommer 1980 begannen in Polen Arbeiterdemonstrationen; die Gewerkschaft Solidarność entstand. Das DDR-Regime unter Erich Honecker befürchtete, dass die Demonstrationen auf die DDR übergreifen könnten.
Spontane Auslandsreisen waren nur in das DDR-Nachbarland Tschechoslowakei möglich, in alle anderen Ostblockländer musste eine sogenannte Reiseanlage für den visafreien Reiseverkehr bei der Volkspolizei beantragt werden. Die neue Reisefreiheit wurde im Sommer 1989 von vielen Ausreisewilligen genutzt; sie fuhren zur Botschaft der Bundesrepublik in Prag oder via Tschechoslowakei nach Ungarn.
„Reisefreiheit“ wurde 1989 zum Wort des Jahres gewählt.

### Ungarn in der Zeit des Realsozialismus
Die Reisebeschränkungen für Bürger in der Volksrepublik Ungarn waren im Vergleich zu anderen Staaten des Ostblocks im Allgemeinen weniger restriktiv und wurden zwischen 1961 und 1989 zunehmend gelockert. Ab 1972 waren Reisen in die „befreundeten“ sozialistischen Länder Bulgarien, ČSSR, Polen, DDR und Rumänien mit dem „roten Reisepass“ ohne Einschränkungen möglich. Diese Liste wurde 1977 um Jugoslawien und die Sowjetunion ergänzt.
Für Reisen in westliche Länder existierte ein eigener, blauer Reisepass. Reisen in den Westen waren genehmigungspflichtig, die Genehmigungen wurden Bürgern, die politisch nicht negativ aufgefallen waren, aber im Regelfall erteilt. Entsprechende Reisegenehmigungen konnten unabhängig voneinander alle drei Jahre zu touristischen Zwecken und alle zwei Jahre zu Besuchszwecken (bei Vorlage einer Einladung durch Freunde oder Verwandte) beantragt werden, jedoch insgesamt nicht öfter als einmal im Jahr. Durch geschickte Kombination beider Antragsarten waren so in einem Zeitraum von sechs Jahren bis zu fünf Reisen in den Westen möglich.
Mit dem 1. Januar 1988 wurde der weltweit gültige Reisepass eingeführt, der den Bürgern unbeschränkte Reisefreiheit in alle Staaten der Welt gewährte. Bis zur politischen Wende 1989/90 waren damit Auslandsreisen nur noch durch die begrenzte Möglichkeit zum Währungsumtausch eingeschränkt.

## Internationale Übereinkommen
Die Reisefreiheit ist als individuelles Recht in internationalen Abkommen verankert. Es gilt vorrangig die Allgemeinen Erklärung der Menschenrechte der UN mit den Artikeln 12 bis 15. Im Artikel 13 wird das Recht eines jeden Menschen festgeschrieben, sich innerhalb eines Staates frei zu bewegen und seinen Aufenthaltsort frei zu wählen. Zum anderen regelt er das Recht darauf, auszuwandern und wieder in sein Heimatland zurückzukehren.
Als völkerrechtliche Vereinbarung gilt der Internationale Pakt über bürgerliche und politische Rechte in Artikel 12 die Reisefreiheit. Dort regelt Artikel 12 das Recht auf Ausreise und Rückkehr.
Auch das Protokoll Nr. 4 zur Europäischen Menschenrechtskonvention sieht für jede Person das Recht zum Verlassen jedes Landes (Artikel 2, Absatz 2) sowie das Recht zum Betreten des eigenen Landes (Artikel 3, Absatz 2) vor. Das Recht auf Verlassen des Landes kann im Einklang mit gesetzlichen Regelungen „für die nationale oder öffentliche Sicherheit, zur Aufrechterhaltung der öffentlichen Ordnung, zur Verhütung von Straftaten, zum Schutz der Gesundheit oder der Moral oder zum Schutz der Rechte und Freiheiten anderer“ eingeschränkt werden.

## Bundesrepublik Deutschland

### Grundgesetz
Freizügigkeit als das Recht, in jedem beliebigen Ort zu wohnen, gewährleistet für alle Deutschen im ganzen Bundesgebiet Artikel 11 des Grundgesetzes für die Bundesrepublik Deutschland. Davon nicht umfasst ist die Ausreisefreiheit, die jedoch nach dem Elfes-Urteil des Bundesverfassungsgerichts vom 16. Januar 1957 als Ausfluss der allgemeinen Handlungsfreiheit durch Art. 2 Abs. 1 GG innerhalb der Schranken der verfassungsmäßigen Ordnung gewährleistet wird. Zur verfassungsmäßigen Rechtsordnung zählt beispielsweise das Passgesetz, das für alle Deutschen, die eine Auslandsgrenze überschreiten, in § 1 die Passpflicht begründet, die auch durch Mitführen eines Personalausweises erfüllt wird (§ 7 Abs. 1 Nr. 1 PassV).
Diese Differenzierung steht im Einklang mit der deutschen Verfassungstradition, die seit dem 18. Jahrhundert stets zwischen den Gewährleistungen innerstaatlicher Freizügigkeit und der Auswanderung bzw. Ausreise unterschieden hat.

### Reisebeschränkungen zur Eindämmung der Corona-Pandemie

#### Innerhalb Deutschlands
Während der COVID-19-Pandemie wurden touristische Reisen innerhalb Deutschlands eingeschränkt. Die Bürger vieler Bundesländer wurden aufgefordert, auf nicht notwendige Reisen in andere Bundesländer zu verzichten, bestimmte Gebiete nicht mehr aufzusuchen und auch auf Verwandtenbesuche zu verzichten. Innerdeutsche Reiseverbote schränkten nicht die Reisefreiheit ein, wohl aber die allgemeine Handlungsfreiheit und andere Grundrechte, z. B. mit Bezug zu Ehe und Familie (Art. 6 GG). Für Personen, die ihren Zweitwohnsitz in einem anderen Bundesland nutzen wollten, griffen diese Regelungen auch in das Grundrecht der Freizügigkeit (Art. 11 GG) ein.

#### Einreise nach Deutschland
Die Coronavirus-Einreiseverordnung machte während ihrer Geltungsdauer die Rückkehr in die eigene Wohnung in Deutschland von besonderen Einreisebestimmungen abhängig. Für Reiserückkehrer aus dem Ausland gab es Vorschriften zur Quarantäne, digitale Einreiseanmeldungen oder die Pflicht zur Vorlage eines negativen Coronatests. Teilweise kam es 2020 zu Grenzschließungen im ansonsten grenzfreien Schengen-Raum. Soweit nur geimpfte Personen reisen durften bzw. von den Quarantänebestimmungen ausgenommen waren, wurde das Grundrecht auf körperliche Unversehrtheit eingeschränkt.

## Russland
Seit März 2022 brauchen in Russland Abgeordnete der Regierungspartei Einiges Russland eine Sondergenehmigung, um das Land zu verlassen.